# Pemphigus mongolicus
Pemphigus mongolicus är en insektsart. Pemphigus mongolicus ingår i släktet Pemphigus och familjen långrörsbladlöss. Inga underarter finns listade i Catalogue of Life.